# Rock & Roll Is Dead
Rock & Roll Is Dead från 2005 är det sjätte albumet med svenska rockgruppen The Hellacopters. Det nådde tredjeplatsen på den svenska albumlistan.

## Låtlista
1. "Before the Fall" - 2:12
2. "Everything's on TV" - 3:15
3. "Monkeyboy" - 2:39
4. "No Angel to Lay Me Away" - 3:55
5. "Bring It on Home" - 2:12
6. "Leave It Alone" - 4:00
7. "Murder on My Mind" - 3:11
8. "I'm in the Band" - 3:19
9. "Put Out the Fire" - 3:08
10. "I Might Come See You Tonight" - 3:24
11. "Nothing Terribly New" - 3:00
12. "Make It Tonight" - 2:44
13. "Time Got No Time to Wait for Me" - 3:29

## Medverkande
- Nicke Andersson
- Robert Dahlqvist
- Robert Eriksson
- Kenny Håkansson
- Anders Lindström
- Chips Kiesbye (producent)